# 719 Dywizja Piechoty (III Rzesza)
719 Dywizja Piechoty (niem. 719. Infanterie-Division) – niemiecka dywizja z czasów II wojny światowej, sformowana w rejonie Poczdamu (niem. Potsdam) na mocy rozkazu z 3 maja 1941, w 15. fali mobilizacyjnej w III Okręgu Wojskowym. W skład dywizji wchodzili żołnierze starszych roczników.

## Struktura organizacyjna
- Stan w maju 1941:

723. i 743. pułk piechoty, 663. oddział artylerii, 719. kompania pionierów, 719. kompania łączności;
- Stan w czerwcu 1943:

723. i 743. pułk grenadierów, 663. pułk artylerii, 719. batalion pionierów, 719. kompania przeciwpancerna, 719. oddział łączności, 663. polowy batalion zapasowy;
- Stan w grudniu 1943:

723.  i 743.  pułk grenadierów, 1719. pułk artylerii, 719. batalion pionierów, 719. kompania przeciwpancerna, 719. oddział łączności, 663. polowy batalion zapasowy;
- Stan w sierpniu 1944:

723., 743. i 766. pułk grenadierów, 1719. pułk artylerii, 719. batalion pionierów, 719. batalion fizylierów, 719. kompania przeciwpancerna, 719. oddział łączności, 663. polowy batalion zapasowy;
- Stan w styczniu 1945:

723., 743. i 766. pułk grenadierów, 1719. pułk artylerii, 719. batalion pionierów, 719. batalion fizylierów, 719. oddział przeciwpancerny, 719. oddział łączności, 663. polowy batalion zapasowy;

## Dowódcy dywizji
- gen. por. Erich Höcker  3 V 1941 – 10 I 1944;
- gen. por. Max Horn 10 I 1944 – 15 II 1944;
- gen. mjr Carl Wahle 15 II 1944 – 30 VI 1944;
- gen. por. Karl Sievers 30 VI 1944 – 30 IX 1944;
- gen. Felix Schwalbe 30 IX 1944 – 22 XII 1944;
- gen. mjr[1] Heinrich Gäde 22 XII 1944 – 30 III 1945;

## Szlak bojowy
Od czerwca 1941 r. dywizja przebywała w Holandii jako jednostka okupacyjna. W walkach wzięła udział dopiero latem 1944 r. pod Tilburgiem i Scheidt, gdzie poniosła ciężkie straty. Po odbudowaniu została skierowana do Saary, gdzie kontynuowała walkę w ramach 19 Armii. Poddała się Amerykanom w maju 1945 r. pod Münsingen.